# Nombre de Boussinesq
Le nombre de Boussinesq {\displaystyle (Bo)} est un nombre sans dimension utilisé en transfert thermique et mécanique des fluides. Pour chacune de ces applications, une définition différente est utilisée.
Ce nombre porte le nom de Joseph Boussinesq, physicien et mathématicien français.

## BoI
La première version du nombre de Boussinesq est le résultat du produit du nombre de Rayleigh et du nombre de Prandtl,.
On le définit de la manière suivante :
{\displaystyle Bo_{I}={\frac {g\;\beta \;\Delta T\;L_{c}^{3}}{\alpha ^{2}}}=Ra\;Pr=Gr\;Pr^{2}}
avec :
- g - accélération gravitationnelle (m/s2)
- β - coefficient de dilatation thermique volumétrique (K−1)
- Lc - longueur caractéristique (m)
- ΔT - température de la paroi (K)
- α - diffusivité thermique (m2/s)
- Ra - nombre de Rayleigh
- Pr - nombre de Prandtl
- Gr - nombre de Grashof

## BoII
La seconde version du nombre de Boussinesq est une version modifiée du nombre de Froude et représente le rapport des forces d'inertie et des forces de gravité dans un conduit ouvert,.
On le définit de la manière suivante :
{\displaystyle Bo_{II}={\frac {v}{\sqrt {2\,g\,L_{c}}}}}
avec :
- v - vitesse (m/s)
- g - accélération gravitationnelle (m/s2)
- Lc - longueur caractéristique (m)